# Seigniorage
Seigniorage, myntvinst eller slagskatt, är en del av en centralbanks vinst som kommer från utgivande av sedlar och mynt, genom att dessa egentligen är en form av skuldsedel som centralbanken är skyldig att lösa in. Lånet löper dock utan ränta eller annan ersättning till den som lånar ut sina resurser för att erhålla sedlar och mynt. Cirkulerande sedlar och mynt  är därmed egentligen ett stort, i princip räntefritt, lån till centralbanker. Centralbanker använder sedan dessa ekonomiska resurser och investerar dem i värdepapper och andra tillgångar, till exempel guld.
Om en centralbank tar ut avgifter för att sälja mynt och sedlar som överstiger centralbankens hanteringskostnader, räknas även det in i seignorage. Exempel: En bank vill köpa 100 000 ovikta 100-kronors sedlar från centralbanken. Banken får betala 10 003 000 kr för att få dem levererade och förpackade. 1000 kr kostade förpackningen, produktionen och leveransen. Seignioraget blir då 2000 kr plus den ränta som centralbanken tjänar på att investera de 10 000 000 kr på marknaden, eller om investeringarna leder till en förlust, minus förlusten.
Seigniorage kan ses som en form av skatt som staten, som äger centralbanken uppbär på de, som använder sedlar och mynt.
De ymnighetshorn som ses i Sveriges riksbanks vapen kan ses som föreställning av dessa inkomster. 

## Hos banker idag
För moderna centralbankers finansiella ställning har utmönstringen av guldmyntfoten fått fundamentala följder för siegnoraget. Eftersom sedlar bara är utbytbara mot andra sedlar, behöver centralbanken inte hålla guld i reserv som står i någon slags relation till sedelmängden. I stället kan den placera motvärdet av sedelmängden i tillgångar som ger banken avkastning. Centralbanken befinner sig därmed i det gynnsamma läget att den kan finansiera en räntebärande tillgångsportfölj utan att behöva ta på sig andra kostnader än de som är förknippade med att trycka och distribuera sedlar.
ECB har de senaste åren i genomsnitt tjänat 50 miljarder euro per år på seigniorage. Motsvarande siffra för Sveriges riksbank var 2009 5,8 miljarder kronor. 
Med en sedelmängd på mer än 100 miljarder kronor är seignioraget under nuvarande omständigheter en fullgod finansieringskälla för den svenska Riksbanken. Även med försiktiga antaganden om avkastningen på Riksbankens tillgångar förväntas intäkterna från seignioraget i normalfallet många gånger om täcka Riksbankens årliga driftskostnader. Seignioraget ger således Riksbanken ett grundläggande finansiellt oberoende, även om banken inte skulle ha ett eget kapital därutöver.